# 池坝乡
池坝乡，是中华人民共和国甘肃省陇南市武都区下辖的一个乡镇级行政单位。

## 行政区划
池坝乡下辖以下地区：
新庄村、小河村、池坝村、红土道村、九池村、孙家磨村和孟家庄村。